# Teossena (moglie di Agatocle)
Teossena (in greco antico: Θεόξενα?, Theòxena; Eordea, prima del 320 a.C. – dopo il 288 a.C.) è stata una nobildonna macedone antica, figlia di primo letto di Berenice I e moglie del tiranno di Siracusa Agatocle.

## Biografia
Teossena era figlia di Berenice, nobildonna macedone probabilmente originaria di Eordea, e di un certo Filippo, ufficiale dell'esercito macedone, non altrimenti noto. Teossena aveva due fratelli maggiori: Magas, futuro re di Cirene, e Antigone, futura moglie di Pirro, re dell'Epiro.
Dopo la morte, per cause a noi ignote, del marito, nel 320 a.C. circa Berenice accompagnò in Egitto la sua seconda cugina Euridice, promessa sposa al re Tolomeo I. Nel 317 a.C. il re d'Egitto decise di sposare anche Berenice.
Nell'ambito dei matrimoni dinastici organizzati da Tolomeo per sancire alleanze con gli altri sovrani ellenistici, nel 300 a.C. Teossena andò in sposa ad Agatocle, tiranno di Siracusa e re di Sicilia. I due ebbero un figlio, Arcagato di Libia, ed una figlia, anch'essa di nome Teossena. Le fonti antiche non hanno riportato episodi riguardanti la permanenza di Teossena in Sicilia al fianco di Agatocle se non il fatto che quest'ultimo, poco tempo prima della sua morte, avvenuta nel 288 a.C. circa, quando ormai sentiva avvicinarsi la fine e preoccupato per la crisi politica che ci sarebbe stata dopo la sua scomparsa (aveva infatti deciso di restaurare la democrazia), rimandò Teossena e i due figli minorenni in Egitto.